# York Springs
York Springs è una borough degli Stati Uniti d'America, nella contea di Adams nello Stato della Pennsylvania. Secondo il censimento del 2000 la popolazione è di 574 abitanti.

## Società

### Evoluzione demografica
La composizione etnica vede una prevalenza della razza bianca (94,77%), seguita quella asiatica (1,22%), dati del 2000.
| borough di York Springs Popolazione |     |
| 2000                                | 574 |
| Stima al 2009                       | 659 |